# 沢口友美
沢口 友美（さわぐち ともみ、1961年〈昭和36年〉10月19日 - 2006年〈平成18年〉1月10日）は日本のストリッパー、平和運動家、著作家。
元自衛隊員という異色の肩書で、湾岸戦争以降、3度にわたりイラクを訪問し、イラク戦争下のバグダードで人間の盾に参加し、反戦ストリッパーと言われた。

## 経歴
広島県呉市に被爆二世として生まれる。
出身地はストリッパーとなってからは親にばれることを忌避すべく、九州福岡県としていた。
1978年春、高校の進路相談の時に先生に自衛隊になることを勧められて、上京して埼玉県の陸上自衛隊に入隊する。配属は基地システム通信部隊で、戦争になったら、モールス符号で基地と基地の連絡をする部署である。年に2回は実弾射撃訓練があり、昇進試験に受かるとさらに苛酷な訓練が待ってるという、厳しい生活を22歳までの4年間送る。
上司の自衛官と結婚して、除隊し子供をもうけるが、その後離婚する。都内でOL生活をしていたが、知り合いと二人で会社を作り、それが失敗して負債を抱えてしまう。
1984年、渋谷でスカウトマンに声を掛けられストリップを紹介される。最初は抵抗があったが、連れていかれた劇場で踊り子が踊るのを見て、その美しさに感動、借金返済のためにストリッパーになることを決意する。そして「日本初!自衛隊出身のダンサー」という肩書でデビュー、お笑いタレントとのやりとりや女体盛りも取り入れたショーなどで、その後20年間に渡って日本全国のストリップ劇場を回る生活を送る。
1997年、ストリップ劇場の照明係が一水会 (思想団体)の会員だったことから、鈴木邦男を紹介してもらい、これを機に竹本信弘、塩見孝也、木村三浩、高須基仁といった右翼や左翼の活動家や著名人と交流を持ち始め、沢口の母も被爆者であるという理由から反米思想に傾斜していく。ストリップの舞台上でアメリカ合衆国の国旗を破ったり、元自衛官ということでライフル銃をかまえるなどの演舞も取り入れた。
2001年、自身も経験のある、性風俗に従事している女性たちのギャラの未払いの問題を提起するため、日本で唯一の性風俗の労働組合である『風俗産業労働組合日本党』、通称風組(かぜぐみ)を結成する。風俗産業、水商売に関わる人間や障害者ら弱者の権利と生活を守るための労働組合ということで、沢口の死去後は山科薫に引き継がれた。
イラクのバアス党から木村三浩へ「アメリカの劣化ウラン弾の攻撃にさらされている。日本も原爆を落とされるという経験を持っている。この共通の苦しみを語れる人はいないか?」という依頼があり、広島出身の被爆2世である沢口に声がかかる。快諾した沢口は11月、バグダッドに本部のある国際組織『NASYO』（非同盟諸国学生青年会議）の会議に出席、3000人の入る会議場を埋めたアラブ各国の青年を前に演説を行った。母が被爆者なこと、母から聞いた原爆による広島の惨状、自分も被爆二世ということで、結婚を敬遠されるなどの差別を受ける可能性があることなどを語った。出席していたターリク・ミハイル・アズィーズ副首相からは励ましの言葉をもらった。
2003年1月18日、アメリカのイラク攻撃に反対する平和集会『World Peace Now 1.18』が世界25カ国以上で行われ、東京の会場となった日比谷公園には7000人の人が集まり沢口も参加した。
2月、アメリカのイラク攻撃が間近に迫り、外務省が在留邦人に退避勧告を出し、渡航中止要請も出る中、沢口は一水会の班の副団長として、国際反戦会議へ出席するべく3回目となるイラク訪問を強行する。和服でバグダッドの市内をデモ行進、人間の盾に参加した。しかし帰途、成田国際空港に到着した際、足が腫れて自力で飛行機から降りられなくなる。沢口はこれを飛行機に長時間乗ったことによる静脈血栓塞栓症だと思っていた。
2003年3月27日、光源寺 (文京区)で行われた討論会、『悪法おだぶつ村「人間の盾」になりそこねた面々大集合!』に木村三浩、塩見孝也、鈴木邦雄、パンタ (歌手)らと共に参加、星条旗を燃やすパフォーマンスをする。
塩見孝也、鈴木邦男を団長、副団長とする、日朝平壌宣言の1周年記念として結成された訪朝団、『白船平和義士団』の一員として10月3日、霞が関の弁護士会館で行われた記者会見に参加した。北朝鮮核問題、北朝鮮拉致問題の解決や、北朝鮮の市民や学生との対話など、民間での外交を目的としていたが、北朝鮮からの入国許可が下りず実現しなかった。
2005年4月に再び、「脚がパンパンに腫れて歩けない」と痛みを訴え、翌月初めて自身が白血病であることを知り、地元の広島で入院生活に入る。被爆2世であったことが発病の原因とする報道もあったが因果関係は不明で、正式病名は慢性骨髄単球性白血病であった。6月より自身の闘病記であるブログ、『白血病で「世をシノブ」』を公表していく。
12月15日、骨髄移植手術を受ける。
2006年1月8日頃から危篤となり、10日に死亡。享年44歳。

前年12月29日のブログの最終書き込みは、

水さえ飲めない。悲しい。手足がむくんで痛い。熱もなかなか下がらない（中略）
早く水だけでもゴクゴク飲めるようになりたい。透明なグラスで氷いっぱいで。
—沢口友美,白血病で「世をシノブ」より引用

であった。
1月16日、新宿にあったライブハウス、『ネイキッドロフト』で追悼集会、『沢口友美さんを偲ぶ緊急集会』が開かれた。25日には同じくライブハウス、ロフトプラスワンで追悼集会、『追悼、反戦・ストリッパー沢口ともみ』が開かれた。8月6日、ロフトプラスワンで追悼集会、『原爆の日、沢口友美追悼!白血病、原爆、世界平和と日本人を考える』が開かれた。
10月、その主な活動履歴が『【沢口友美伝】反戦ストリッパー 白血病に死す』（グラフ社）という表題の下、1冊の本として友人の正狩炎によって上梓された。
2007年1月6日、ジュンク堂書店 池袋本店で一周忌の追悼集会、『私達の友、反戦ストリッパー沢口友美、白血病で斃れて一年、その人生と死を語る』が開かれた。塩見孝也や雨宮処凛らが講師となって、沢口の生前の人となりや行動について語り合われた。
『漫画実話ナックルズ』（2007年3月号、ミリオン出版）に『「消えた偉人伝」反戦ストリッパー 沢口友美物語』として、自衛隊入隊から死去するまでの生涯が深笛義也の原作で漫画化された。

## ストリップ劇場以外の活動
討論会他
- 今夜はストリップショー（1997年4月22日、ロフトプラスワン）
- 情念のSM 伊藤晴雨の世界（1997年10月5日、ロフトプラスワン）
- ストリッパーと文化人の怪しい集い（2000年4月5日、ロフトプラスワン）
- ブッシュ政権のイラク攻撃に反対する会（2003年2月13日、ロフトプラスワン）
- イラクの現在、最新報告!（2003年3月4日、ロフトプラスワン）
- 奇想天外!おもしろストリップの夜（2003年10月7日、ロフトプラスワン）
- 野村秋介自決十年（2003年10月17日、ロフトプラスワン）
- 陸☆海☆空 Love&Peace（2004年6月29日、ロフトプラスワン）ミリタリー講師として
- 終戦記念寄席（2004年8月15日、お江戸日本橋亭）
- 日本ストリップ史55年会報 ストリップTALK&SHOW（2004年10月4日、ロフトプラスワン）
- 新春ストリップ祭り（2005年1月4日、ロフトプラスワン）女体盛り
- キャットファイト（2005年3月27日、竹芝CLUB HOLIDAY）
- ストリップ居酒屋「ストリップNEW WAVE」（2005年6月13日、ロフトプラスワン）

舞台
- 伊藤晴雨伝（下北沢「劇」小劇場、1998年4月）
- 四谷で起こったこと（下北沢「劇」小劇場、1999年5月19-23日）

テレビ出演
- トゥナイト2（2000年1月27日、テレビ朝日）
- スーパーモーニング（2003年2月、テレビ朝日）空爆間近のイラクの現状を現地より報告
- 日本文化チャンネル桜『闘論!倒論!討論!2005 戦後思想とこれからの日本』（2005年4月2日、スカパー!プレミアムサービス）

連載コラム
- 沢口ともみ 裸舞ラブ話（掲載誌『内外タイムス』1993年1月21日-1994年4月26日、週2回）
- 沢口ともみのペーパーDJ（掲載誌『内外タイムス』1998年7月31日-2000年10月8日、週1回）
- ストリッパー楽屋話（掲載誌『噂のスクランブル』海王社、1997年3月20日号-2000年10月1日号）

映像
- 義母旅館（オリジナルビデオ、2005年、ムーンライト）
- 全日本キャットファイト ワンナイトタッグトーナメント 最強の女神は誰だ!?（Cat Panic Entertainment）

ブログ
- 白血病で「世をシノブ」